# Acid3

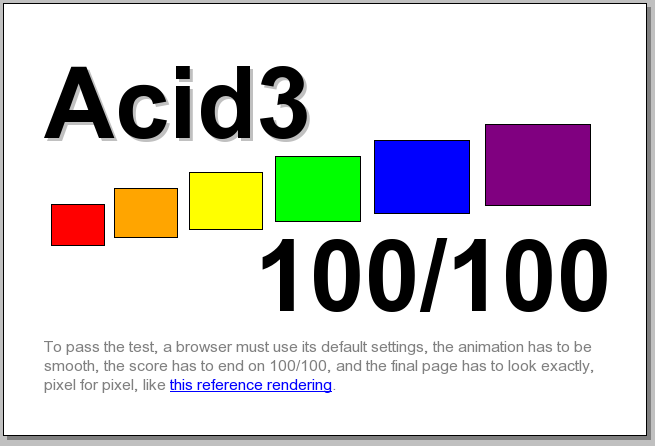
Hoe Acid3 eruitziet als het correct wordt weergegeven.

Acid3 is een webpagina van het Web Standards Project om te testen hoe goed webbrowsers aan bepaalde webstandaarden voldoen. De testpagina werd uitgebracht op 3 maart 2008 en bestaat uit een serie van 100 tests. De hoofdontwikkelaar is Ian Hickson die ook de Acid2-test heeft ontwikkeld. Acid2 richt zich op de ondersteuning van Cascading Style Sheets terwijl Acid3 zich richt op technieken die gebruikt worden door moderne websites, zoals ECMAScript en DOM Level 2. Een aantal tests maken ook gebruik van SVG, XML en data: URI's.
Om voor de test te slagen moet de score eindigen op 100/100, moet de uiteindelijke pagina precies, tot op de pixel, gelijk zijn aan de referentieweergave en moet de animatie vloeiend zijn. Op 26 maart 2008 slaagden enkele browsers in de ontwikkelingsfase, Opera en Safari, voor de eerste twee delen van de test. In september 2008 slaagde WebKit, de layout engine van Safari, als eerste volledig voor de Acid3-test door deze vloeiend af te werken. Op 8 juni 2009 was Safari 4.0 de eerste officiële webbrowser die volledig slaagde voor de test.

## De test
De Acid3-test bevat een stijgende teller die aangeeft hoeveel tests er geslaagd zijn uitgevoerd en enkele gekleurde vlakken die gekleurd zijn afhankelijk van hoeveel tests succesvol zijn doorlopen.

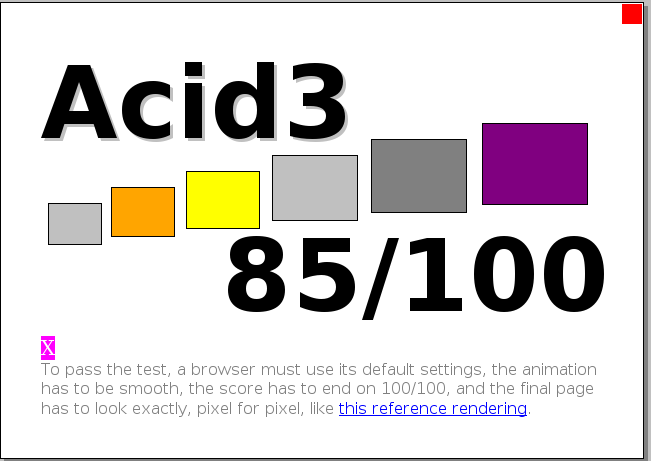
Voorbeeld van de kleuren in Acid3. Alle zestien tests in groep 2, 3 en 6 worden correct uitgevoerd, deze krijgen een kleur. In de groepen 1 en 4 worden meer dan tien tests goed afgehandeld, deze worden lichtgrijs. Groep 5 slaagt voor meer dan vijf en wordt donkergrijs.

Acid3 is geschreven in JavaScript. Het bestaat uit 100 afzonderlijke tests die onderverdeeld zijn in 6 groepen:
- Groep 1: DOM Traversal, DOM Range, HTTP
- Groep 2: DOM2 Core and DOM2 Events
- Groep 3: DOM2 Views, DOM2 Style, CSS 3 selectors en Media Queries
- Groep 4: Gedrag van tabellen en formulieren in HTML wanneer deze gemanipuleerd worden met scripts en DOM2 HTML
- Groep 5: Tests afkomstig uit een wedstrijd (SVG, HTML, SMIL, Unicode enz.)
- Groep 6: ECMAScript

De in het vlak weergegeven kleur hangt af van het aantal succesvol uitgevoerde tests in die groep. Als alle tests in de groep juist uitgevoerd worden dan krijgt het vlak een kleur, worden meer dan tien tests correct uitgevoerd wordt het vlak lichtgrijs, bij meer dan vijf wordt het donkergrijs en bij minder dan vijf goed uitgevoerde tests wordt het vak zwart.

## Resultaten
De afbeeldingen hieronder geven de resultaten van verschillende browserversies weer:

### Desktopbrowsers
| Browser           | Layout engine | Browserversie ten tijde van uitbrengen Acid3 (maart 2008)               | Laatst uitgegeven versie  | Development build screenshot                 | Opmerkingen |
| ----------------- | ------------- | ----------------------------------------------------------------------- | ------------------------- | -------------------------------------------- | --- |
| Internet Explorer | Trident       | Internet Explorer 7                                                     | [ 6 ]                     |                                              | Internet Explorer 9 en Internet Explorer 10 halen 100 op 100 op de Acid3 test. . |
| Firefox           | Gecko         | Firefox 2.0.0.12                                                        | Firefox 5.0               | Firefox 7.0a                                 | Mozilla ontwikkelaars hebben een tracking bug en een publieke spreadsheet voor de status ten opzichte van hun werk aan Acid3. Firefox 6.0.2 en hoger halen 100 op 100 op de Acid3-test. |
| Safari            | WebKit        | Safari 3.0.4                                                            | Safari 4.0                | Safari slaagt vanaf versie 4.0 voor de test. | Het ontwikkelteam van WebKit heeft een tracking bug. |
| Opera             | Presto        | Opera 9.25                                                              | Opera 10.50               | Opera 12.00                                  | |
| Konqueror         | KHTML         | Konqueror 4.0.2                                                         | Konqueror 4.4.2           | Konqueror snapshot                           | Konqueror heeft een tracking bug voor Acid3. |
| Google Chrome     | WebKit        | Google Chrome bestond nog niet op het moment dat Acid3 werd uitgebracht | Google Chrome/Chromium 71 | Google Chrome 11.0.696.12 dev                | |

### Mobiele browsers
| Browser       | Layout engine | Laatst uitgegeven versie | Development build screenshot |
| ------------- | ------------- | ------------------------ | ---------------------------- |
| Opera Mini    | Presto        | Opera Mini 4.2           |                              |
| Opera Mobile  | Presto        | Opera Mobile 8.65        | Opera Mobile 9.7b1           |
| Fennec        | Gecko         |                          | Fennec b3                    |
| NetFront      | NetFront      | NetFront 3.5             |                              |
| Mobile Safari | WebKit        | Mobile Safari 4.0        |                              |